# 허드슨 리버 파크

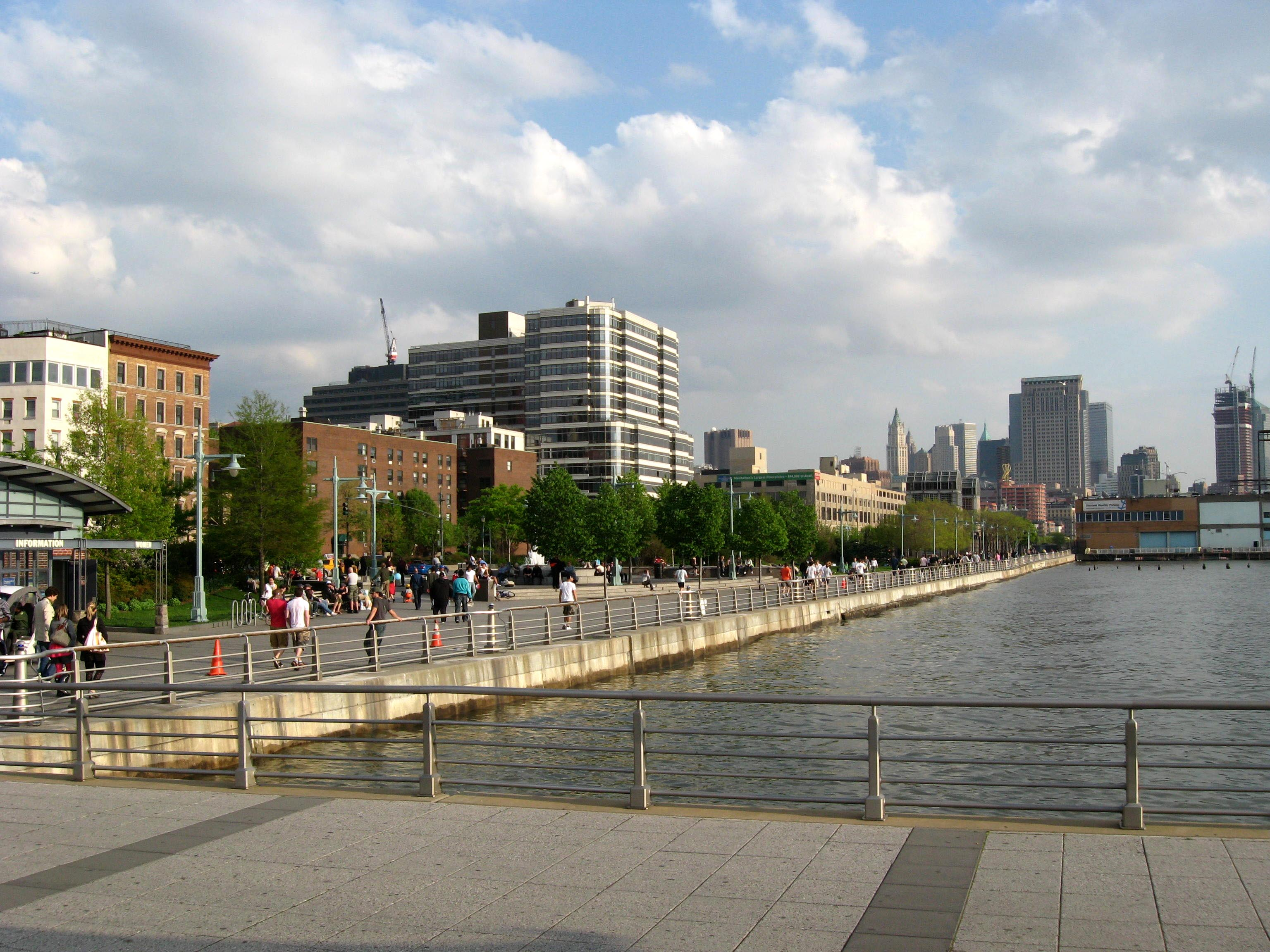
그리니치빌리지 측 공원

허드슨 리버 파크(영어: Hudson River Park)는 미국 뉴욕 맨해튼 59번가 남쪽에서 배터리 파크까지 이어지는 허드슨강 강변 공원이다. 맨해튼 워터프런트 그린웨이를 포함한 자전거 · 보행자 도로는 공원의 남북에 걸쳐있으며, 레크리에이션 용으로 강변에 만들어졌다. 공원에는 테니스, 축구장, 야구 연습장 , 어린이 놀이터, 강아지 공원 등 많은 시설이 있다.
공원은 뉴욕 주와 뉴욕 시가 공동으로 관리하고 면적은 550 에이커로 센트럴 파크에 이어 맨해튼 두 번째로 크다. 공원은 백지화된 웨스트웨이 계획에서 웨스트 사이드 하이웨이 복구 프로젝트의 일환으로 등장했다.

## 같이 보기
- 제이컵 K. 재비츠 컨벤션 센터
- 웨스트사이드 하이웨이